# Тодирешты (Новоаненский район)
Тодирешты (также Тодирешть; рум. Todirești) — село в Новоаненском районе Молдавии. Наряду с селом Кетросу входит в состав коммуны Кетросу.

## География
Село расположено на высоте 39 метров над уровнем моря.

## Население
По данным переписи населения 2004 года, в селе Тодирешть проживает 1843 человека (885 мужчин, 958 женщин).
Этнический состав села:
| Национальность | Число жителей | Процентный состав |
| -------------- | ------------- | ----------------- |
| молдаване      | 1725          | 93,6              |
| русские        | 43            | 2,33              |
| украинцы       | 36            | 1,95              |
| румыны         | 11            | 0,6               |
| цыгане         | 6             | 0,33              |
| болгары        | 5             | 0,27              |
| гагаузы        | 1             | 0,05              |
| прочие         | 16            | 0,87              |
| Всего          | 1843          | 100 %             |